# Antoni Palka
Antoni Palka (ur. 31 stycznia 1936 w Oświęcimiu, zm. 22 maja 2014 tamże) – polski kolarz szosowy, reprezentant Polski.

## Kariera sportowa
Był zawodnikiem LZS Brzezinka. W 1963 reprezentował Polskę na mistrzostwach świata, nie ukończył tam indywidualnego wyścigu szosowego ze startu wspólnego. Na mistrzostwach świata w 1964 zajął natomiast 8. miejsce w wyścigu drużynowym na czas. W 1964 wystąpił w Wyścigu Pokoju, zajmując 21. miejsce. W 1962 zwyciężył w Małopolskim Wyścigu Górskim.
Na początku lat 70. był krótko trenerem sekcji kolarskiej Unii Oświęcim.